# لاندسات 5
لاندسات 5 (بالإنجليزية: Landsat 5)‏ هو ثالث الأقمار الصناعية من سلسلة برنامج لاندسات التي تم إطلاقها من قبل مؤسسة ناسا الأمريكية للفضاء، وقد تم إطلاق لاندسات 5 يوم 1 مارس 1984 من قاعدة فاندنبرغ الجوية في كاليفورنيا في 1 مارس 1984، وحملت أجهزة المسح متعدد الأطياف (MSS) و Thematic Mapper (TM).
وقدم لاندسات 5 بيانات تصوير الأرض منذ ما يقرب من 29 عامًا - وسجل رقمًا قياسيًا في موسوعة غينيس لأطول قمر صناعي عامل لرصد الأرض ، قبل إيقاف تشغيله في 5 يونيو 2013.
عاش لاندسات 5 لفترة طويلة أطول من عمره التصميمي الأصلي الذي يبلغ ثلاث سنوات. طورته وكالة ناسا وتم إطلاقه في عام 1984 ، ودار لاندسات 5 حول الكوكب أكثر من 150 ألف مرة بينما كان ينقل أكثر من 2.5 مليون صورة لظروف سطح الأرض حول العالم.